# Balongcabe
Balongcabe is een bestuurslaag in het regentschap Bojonegoro van de provincie Oost-Java, Indonesië. Balongcabe telt 2339 inwoners (volkstelling 2010).